# Кастелано (Тренто)
Кастелано је насеље у Италији у округу Тренто, региону Трентино-Јужни Тирол.
Према процени из 2011. у насељу је живело 603 становника. Насеље се налази на надморској висини од 804 м.